# Donald Trump och golf

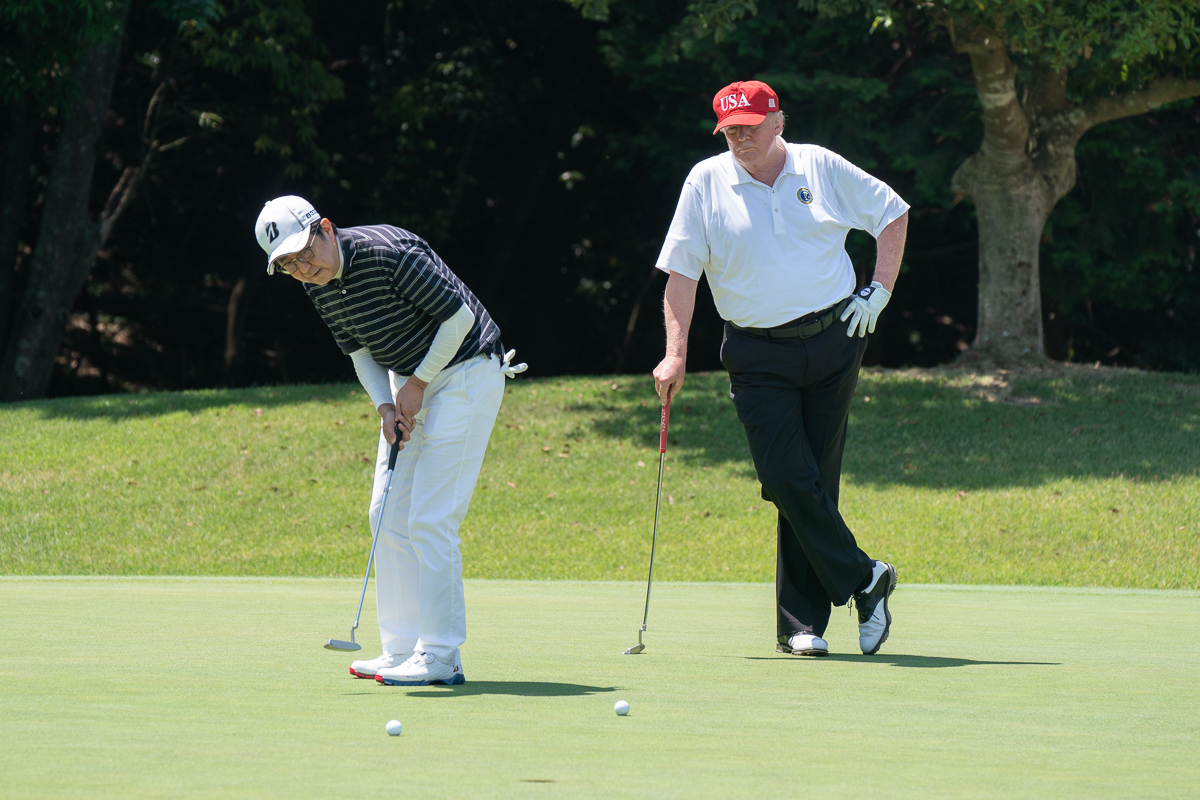
Donald Trump spelar golf med Japans premiärminister.

Donald Trump, amerikansk fastighetsmagnat och tillika USA:s president 2016-2020 och 2025-, är nära förknippad med golfsporten. Hans företag Trump Organization har byggt, renoverat, ägt och drivit ett 20-tal golfbanor med tillhörande fastigheter i fyra länder (USA, Irland, Storbritannien och Förenade Arabemiraten).
Donald Trump började investera i golfanläggningar under slutet av 1990-talet. I december 1996 förvärvade han sin första golfbana, i Ossining i New York. Han döpte om banan till Trump National Golf Club Westchester. Efter renovering öppnade anläggningen igen i april 2002. Hösten 1999 öppnade Trump den första golfanläggningen som han hade varit med och byggt från start, Trump International Golf Course i West Palm Beach i Florida.
Han har därefter öppnat flera golfanläggningar i flera olika länder, bland annat Trump Turnberry i Skottland, Trump Doonbeg i Irland och två anläggningar i Dubai. År 2006 öppnade han anläggningen Trump National Golf Club i Rancho Palos Verdes i Kalifornien. Denna golfbana som skulle ha arrangerat PGA Grand Slam of Golf 2015, men PGA valde att bojkotta banan efter kontroversiella uttalanden om illegal immigration från Trump under presidentkampanjen 2016.

## Golfbanor ägda av Trump Organization (ett urval)
Huvudartikel: Lista över Donald Trumps golfanläggningar

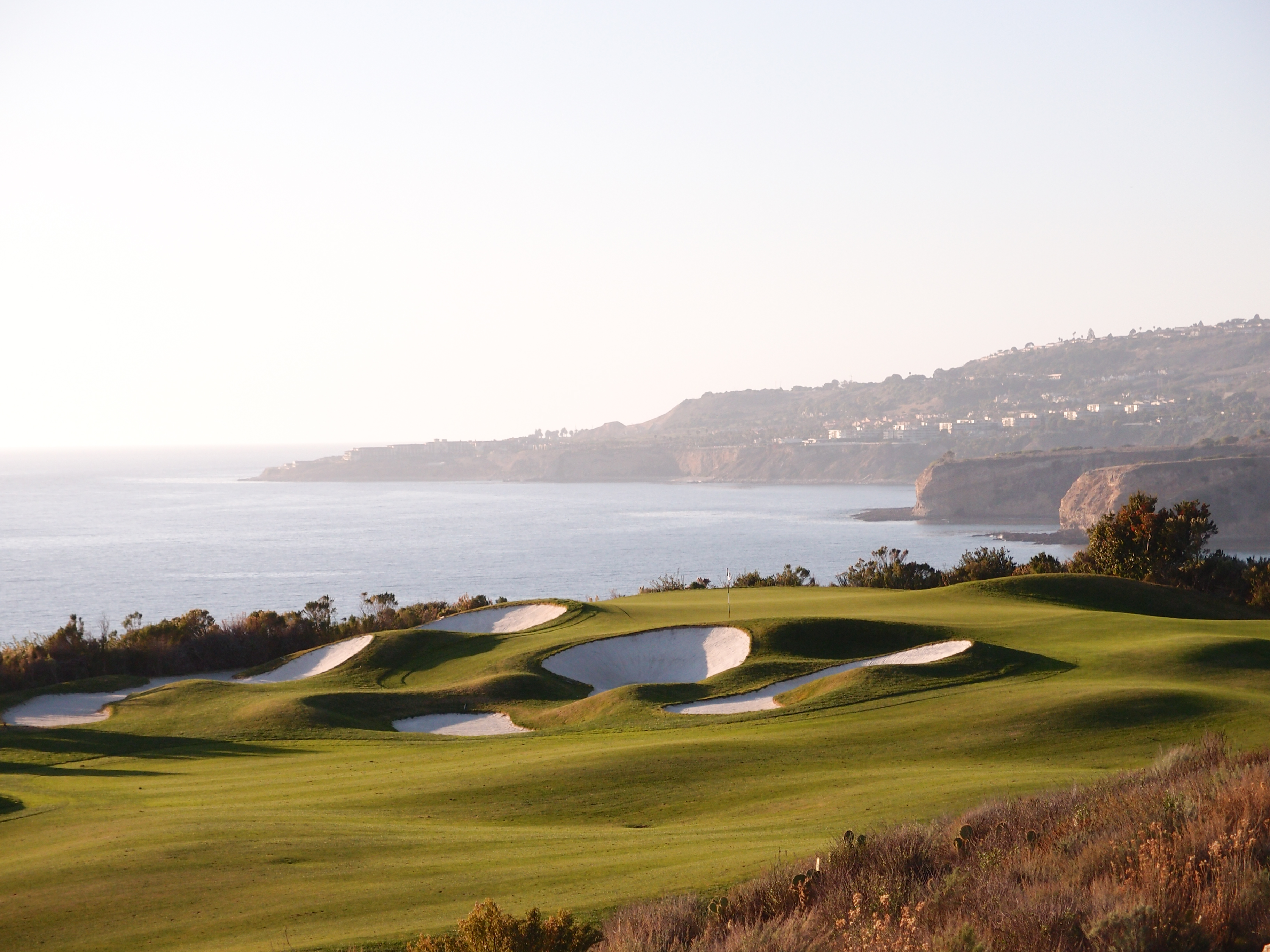
Trump National Golf Club, Los Angeles i Rancho Palos Verdes, Kalifornien.

### USA
- Trump National Golf Club, Charlotte, North Carolina[7][8]
- Trump National Golf Club, Colts Neck, New Jersey[9]
- Trump National Golf Club Hudson Valley, Hopewell Junction, New York[10]

### Övriga världen
- Trump International Golf Links, Scotland
- Trump International Golf Links and Hotel Ireland
- Trump Turnberry, Scotland

## Golfbanor som drivs av Trump Organization
Trump Organization driver även golfbanor som inte ägs av organisationen. 

### Puerto Rico
2007 tog Trump Organization över en golfbana på Coco Beach, Puerto Rico.